# 84 Dywizjon Dowodzenia
84 dywizjon dowodzenia  (84 ddow) – pododdział Wojska Polskiego.
Sformowany 1 listopada 1988 w Gdyni - Grabówku.
Rozformowany razem z 4 Gdyńską Brygadą Rakietową Obrony Powietrznej w dniu 28 grudnia 2001 roku.

## Struktura
Stan w roku 1988
- dowództwo i sztab dywizjonu;
- grupa obsługi SD;
- kompania zabezpieczenia;
- kompania remontowa;
- kompania łączności;
- bateria przeciwlotnicza.

## Dowódcy dywizjonu
- 1988–1990 – ppłk Andrzej Kubiak
- 1990–1998 – ppłk Eugeniusz Sidor
- 1998–2001 – mjr Zbigniew Krzywosz